# احمد حیدربیگی
احمد حیدربیگی (زاده ۲۹ اسفند ۱۳۱۸ – درگذشته ۱۹ شهریور ۱۳۸۶) شاعر و نویسنده معاصر ایرانی است.

## زندگی‌نامه
او در ۲۹ اسفند ۱۳۱۸ (۲۰ مارس ۱۹۴۰) در اسلام‌آباد غرب کرمانشاه به دنیا آمد و درشامگاه ۱۹ شهریور ۱۳۸۶ (۱۰ سپتامبر ۲۰۰۱) در همدان درگذشت. وی از ایل کلهر و عضو کانون نویسندگان ایران بود و این کانون به مناسبت در گذشتش اطلاعیه‌ای منتشر نمود.
حیدربیگی از نوجوانی به ادبیات، نقاشی و ریاضیات عشق می‌ورزید و در دوران تحصیل در شهر کرمانشاه  همواره دانش آموزی ممتاز بود اما به اصرار مادر و دوستانش در آزمون ورودی دانشگاه افسری شرکت نمود. او که به سادگی در این آزمون رتبه بالایی بدست آورده بود سرانجام متقاعد شد تا بخت خود را به عنوان یک نظامی بیازماید و در سال ۱۳۴۳ با اخذ درجه لیسانس فارغ‌التحصیل شد. در خاطرات شخصی اش به وضوح عدم رضایتش از این تصمیم‌گیری را می‌توان دید. او حتی باور داشت که سالهای بسیاری از دست رفتند و او آنچه را قلباً دوست می‌داشت، نتوانست انجام دهد اما دانش عمیق اجتماعی و سیاسی که او از گذر این سالها کسب نمود بعدها در شعرش تأثیر بسزا و منحصر بفردی گذاشت.
از سال ۱۳۵۹ کار جدی بر روی شعر را آغاز کرد. از زاویه‌ای جدید به اوزان شعر فارسی نگاه کرد و حاصل آن کتاب کوچکی شد که برای شاعران جوان بسیار آموزنده و عملی است. اولین شعری که از او به چاپ رسید (همزاد) نام دارد و در سال ۱۳۶۹ در مجله آدینه چاپ شد. آدینه از معدود نشریات معتبر ادبی آن سالها بود. پس از آن نشریاتی چون ماهنامه گزارش، دنیای سخن، گردون و سپس ماهنامه چیستا، فصلنامه گوهران، کارنامه (ماهنامه)، ماهنامه بایا، کلک (مجله) و بخارا (مجله) اشعار و مقالات او را به چاپ رسانده یا می‌رسانند.
از او سه کتاب شعر به نامهای لابیرنت (شعر نو)، تنهاییت را به دوش من بگذار (شعر نو) و یک شاخه شعر سرخ (مجموعه غزلها، چند دوبیتی، چند رباعی و یک مثنوی) به چاپ رسیده‌است. کتاب لابیرنت پس از انتشار توجه بسیاری را به خود جلب نمود. از جمله می‌توان به نقدی بر لابیرنت که روزنامه ایران در آن زمان چاپ نمود اشاره کرد.
از آثار دیگر او به شعر درآوردن منشور جهانی حقوق کودک به درخواست شورای کتاب کودک است. سازمان اسناد ملی ایران در سال ۱۳۷۹–۱۳۸۰ اقدام به ضبط گفتگوهایی با او نمود که حاوی نکات بسیار قابل توجهی در مورد تاریخ شهر کرمانشاه، خاطرات و مسایل مربوط به شعر و ادبیات دیروز و امروز ایران است (۱۱ ساعت گفتگو) که در آرشیو آن سازمان نگهداری می‌شود.
او همچنین دستی در تحقیق داشت و مقالاتی در سیاست، جامعه‌شناسی و هنراز او به جا مانده. شماری از این مقالات در همایش‌ها و مطبوعات آمده است و شماری به تبع شرایط خاص ایران مورد بی مهری قرار گرفته‌اند. تعدادی از مقالات او در همایش «تدوین برنامه سوم توسعه کشور»، «نقش و جایگاه دولت در توسعه فرهنگی»، ”مهاجرت نخبگان علمی و متخصصان" مورد استفاده بوده است.
سه شعر نیزاز او به زبان ترکی استانبولی در ترکیه توسط «بهروز دیجوریان» ترجمه و چاپ گردیده.
از نکات برجسته زندگی او در کسوت یک نظامی می‌توان به مدیریت هوشمندانه او در وقایع انقلاب ۱۳۵۷ در مرکزاستان کهگیلویه و بویراحمد، یاسوج در سمت رئیس شهربانی اشاره نمود. جلوگیری از کشتار و ضرب و شتم مردم و ایجاد یک تفاهم کم‌نظیر بین نیروهای نظامی منطقه، مردم شهر و عشایر منطقه که نمونه زیبایی از یک دموکراسی محلی و واقعی بود، زمانی که مخالف مورد هجوم واقع نمی‌شود و در عین حال متقاعد شده است که بدون خشونت اعتراض کند. «شاید» یاسوج تنها مرکز استانی در ایران سال ۱۳۵۷ بود که خونریزی، درگیری و تخریب اموال عمومی را در کارنامه خود ندارد. با توجه به مسلح بودن اهالی و عشایر و اوضاع ناآرام کشور در آن موقعیت بحرانی، این مدیریت از سوی برخی سازمان‌ها و اشخاص مورد تحسین قرار گرفت و حتی به شیوه‌های متفاوتی تعبیر و تفسیر گردید. شهامت و مدیریت وی مورد قدرشناسی مردم محلی واقع شد و امروز نیز در منطقه مورد نظر سرشناس و محبوب است.

## دفترهای شعر
- لابیرنت، همدان: انتشارات شهر اندیشه ۱۳۷۹ شابک ‎۹۶۴−۹۲۵۳۵−۲−۱
- تنهائیت را به دوش من بگذار، همدان: انتشارات شهر اندیشه ۱۳۸۰ شابک ‎۹۶۴−۹۲۵۳۵−۷−۲
- یک شاخه شعر سرخ، همدان: انتشارات اسکاف ۱۳۸۳ شابک ‎۹۶۴−۸۳۶۷−۰۶-X

### لابیرنت
۱۹۲ صفحه، چاپ اول ۱۳۷۹. این کتاب دارای ۹۸ قطعه شعر نو است. به عنوان نمونه شعر «نفرین» (صفحه ۱۴۹):

### تنهاییت را به دوش من بگذار
۱۲۲ صفحه، چاپ اول زمستان ۱۳۸۰. این کتاب دارای ۸۷ قطعه شعر نو است. به عنوان نمونه شعر «برکت» (صفحه ۲۰):

### یک شاخه شعر سرخ
۲۷۲ صفحه، چاپ اول ۱۳۸۳. این کتاب دارای ۱۲۳ غزل، ۱ مثنوی، ۲۱ دوبیتی و ۸ رباعی است. به عنوان نمونه شعر «کتیبه» (صفحه ۲۴۲–۲۴۳):

## آثار دیگر
- مجموعه شعر (یک دقیقه سکوت) (چاپ نشده)
- مجموعه شعر (نامه‌ای به آسمان) (چاپ نشده)
- کتاب خاطرات (چاپ نشده)
- در من هنوز کودکیم گریه می‌کند (چاپ نشده)
- نگاهی دیگر به اوزان شعر فارسی (چاپ محدود و محلی -همدان)
- نمایشنامه «از غوره تا حلوا، از صبر تا ظفر» (چاپ نشده)